# Gehypochthonius marianoi
Gehypochthonius marianoi är en kvalsterart som beskrevs av Martínez och Laborde 2000. Gehypochthonius marianoi ingår i släktet Gehypochthonius och familjen Gehypochthoniidae. Inga underarter finns listade i Catalogue of Life.